# Плішкова Анна
Анна Плішкова (в деяких виданнях — Анна Плішка, 27 червня 1964, Снина, Чехословаччина) — сучасна словацька лінгвістка карпато-русинського походження, директорка Інституту русинської мови та культури при Пряшівському університеті (заснованого 2008 р.), педагог та журналістка. Анна Плішкова є авторкою багатьох научно-педагогічних публікацій, граматичних довідників та підручників русинської мови (або, з точки зору україністики — карпато-русинського діалекту української мови).
Одна з найактивніших учасниць руху за кодифікацію русинського мовного стандарту, у цій якості брала активну участь у діяльності Конгресу русинської мови.

## Біографія
В 1987 році закінчила Філософський факультет Університету Павла Йозефа Шафарика в Пряшеві за фахом «викладання української мови та і літератури і словацької мови та літератури». В 1987—1991 рр. была редакторкою україномовної газети «Нове життя», в 1991—1998 рр. була редакторкою русинськомовних видань — часопису «Русин» і газети «Народны новинкы». Водночас з редакторською працею брала участь в роботі над «Орфоґрафічним словником русиньского языка» (1994).
З 1999 є університетською викладачкою русинської мови у Пряшівському університеті. 2006 р. закінчила екстернат в Інституті славістики Яна Станіслава Словацької академії наук в Братиславі і під керівництвом визначного словацького лінгвіста д-ра Яна Дорулі захистила докторську дисертацію на тему «Списовный язык карпатьскых Русинів: проблемы становлїня, кодіфікації, акцептації і сфер функціонованя».
В році 2010 габілітувала в Братиславі на філософському факультеті Університету Яна Амоса Коменського і здобула звання «доцент» на кафедрі слов'янських мов та літератури із спеціалізацією «русинська мова». З 2008 р. була директоркою Інституту русинської мови та культури при Пряшівському університеті. З 2010 р. стала куратором бакалавріату і магістратури за програмою «Русинська мова та література», а з 2014 р. — співгарантом докторської програми «Славістіка — русинська мова та література».
Анна Плішкова є авторкою багатьох науково-педагогічних публікацій; 4 монографії, авторкою і співавторкою (разом з колегою і ментором Василем Ябуром, пізніше також з Кветославою Копоровою) 5 підручників для вищих навчальних закладів і 8 для середньої школи, а також понад 100 дослідницьких публікацій як в Словаччині, так і в інших країнах.
За працю в сфері русиністики була відзначена наступними нагородами:
- Премія св. Кирила і Мефодія за розвиток русинської мови,
- Премія Антонія Годинки за розвиток русинської мови та літератури,
- Відзнака ректора Пряшівського університету
- Бронзова медаль Пряшівського університету за визначний внесок до науки і освіти.

За свій науковий вклад в сфері русиністики була включена у видання 2008 року енциклопедії «Who is Who v Slovenskej republike»..

## Вибрані публікації
Моноґрафії
1. Rusínsky jazyk na Slovensku — náčrt vývoja a súčasné problémy. Prešov: Metodicko-pedagogické centrum, 2007. 116 s.
2. Русиньскый язык на Словеньску. Пряшів: Світовый конґрес Русинів, 2008. 204 s.
3. Language and National Identity: Rusyns South of Carpathians. East European Monographs. New York: Columbia University Press, 2009. 230 s.
4. Плїшкова, А. — Копорова, К. — Ябур, В: Русиньскый язык: Комплексный опис языковой сістемы в контекстї кодіфікації. Prešov: Vydavateľstvo Prešovskej univerzity, 2019. 476 s.

Наукові статті
1. Ябур, Василь — Плїшкова, А.: Літературный язык. Пряшівска Русь. In: Najnowsze dzieje języków słowiańskich. Русиньскый язык. Redaktor naukowy P. R. Magocsi. Opole: Uniwersytet Opolski — Instytut Filologiji Polskiej, 2004, с. 145—209; 2007, с. 147—209,
2. Соціолінґвістічный аспект. Пряшівска Русь. In: Najnowsze dzieje języków słowiańskich. Русиньскый язык. Redaktor naukowy P. R. Magocsi. Opole: Uniwersytet Opolski — Instytut Filologiji Polskiej, 2004, с. 319—345; 2007, с. 331—348.
3. Practical Spheres of the Rusyn Language in Slovakia. In: Studia Slavica Hungarica, 53, 1, Budapest: Akadémia Kiadó, 2008, с. 95-115.
4. К функціонованю русиньского языка у выховно-освітній сістемі Словеньской републікы In: Studia Russica, XXIII, Budapest: Univerzita L. Etvesa, 2009, с. 81-94.
5. Современное состояние русинского литературного языка в Словакии. In: Studia Slavica Hungarica, 55, 1, Budapest: Akadémiai Kiadó, 2010, с. 1-23.
6. Русиньскый язык на Словеньску 1995—2010 : Тенденції зближованя варіантів. In: Річник Руской Бурсы / Rocznik Ruskiej Bursy 2011. Gorlice: Stowarzyszenie «Ruska Bursa» v Gorlicach, VII, 2011, с. 105—114.
7. Rusínsky jazyk na Slovensku v «treťom» národnom obrodení. In: Tamaš, J., ed.: Величина малих jезичких, књижевних, културних и историjских традицициjах. Зборник радова. Нови Сад: Филозофски факултет — Одсек за русинистику, 2012, с. 339—358.
8. Materinský jazyk Rusínov na začiatku 21. storočia. In: Społeczeństwo-Kultura-Wartości. Studium społeczne. Polsko-Słowacka seria wydawnicza. Nr 4., r. III. Jarosław-Prešov: Wydawnictwo Państwowej Wyźszej Szkoly Techniczno-Ekonomicznej im. Ks. Bronisława Markiewicza w Jarosławiu, 2013, с. 65-84.

Підручники
1. Ябур, В. — Плїшкова, A.: Русиньскый язык про 1. класу середніх школ із навчанём русиньского языка. Пряшів: Русиньска оброда, 2002. 104 с.
2. Ябур, В. — Плїшкова, A.: Русиньскый язык про 2. класу середніх школ із навчанём русиньского языка. Пряшів: Русиньска оброда, 2003. 120 с.
3. 16. Ябур, В. — Плїшкова, A.: Русиньскый язык про 3. класу середніх школ із навчанём русиньского языка. Пряшів: Русин і Народны новинкы, 2004. 64 с.
4. Ябур, В. — Плїшкова, A.: Русиньскый язык про 4. класу середніх школ із навчанём русиньского языка. Пряшів: Русин і Народны новинкы, 2005. 96 с.
5. Ябур, В. — Плїшкова, A.: Русиньскый язык про 1.– 4. класы середнїх школ із навчанём русиньского языка. Пряшів: Русин і Народны новинкы, 2007. 288 c.
6. Ябур, В. — Плїшкова, A.: Русиньскый язык у зеркалї новых правил про основны і середнї школы з навчанём русиньского языка [Архівовано 20 квітня 2021 у Wayback Machine.]. Пряшів: Русин і Народны новинкы, 2005. 128 с.
7. Ябур, В. — Плїшкова, A. — Копорова, K.: Русиньска лексіка на основі змін у правилах русиньского языка (Правописный і ґраматічный словник). Пряшів: Русин і Народны новинкы, 2007. 348 c.
8. Копорова, К. — Плїшкова, А. — Едді, Е.: Hovoríte po rusínsky? Бісїдуєте по русиньскы? Do you speak Rusyn? [Архівовано 24 грудня 2019 у Wayback Machine.] Пряшів, 2016.
9. Плїшкова, А. — Копорова, К.: Русиньскый язык про чуджінцїв/Rusínsky jazyk pre cudzincov/Rusyn Language for Foreigners [Архівовано 24 грудня 2019 у Wayback Machine.]. Высокошкольскый учебник. Пряшівска універзіта в ПряшовіІнштітут русиньского языка і културы, 2015.